# طريق القاهرة - أسوان الصحراوي الغربي
طريق القاهرة - أسوان الصحراوي الغربي هو طريق حر وأحد الطرق الرئيسية في جمهورية مصر العربية، يربط بين العاصمة المصرية القاهرة ومدينة أسوان في الجنوب بطول 1255 كم  وهو جزء من مشروع طريق القاهرة كيب تاون. يتكون الطريق من 3 حارات في كل إتجاه بعرض رصف 12 مترا وحارتين أسفلتية مخصصة للشاحنات. ويضم 21 عملاً صناعياً، تشمل 5 كباري و 16 نفقا.